# Portada/efemèride maig 22
Laskarina Bubulina
« 21 de maig · 22 de maig · 23 de maig »